# Stefan Postel
Stefan Postel (8 aprile 1988) è un ex giocatore di football americano austriaco, che ha giocato come wide receiver.
Ha militato per i Rangers Mödling e per i Vienna Vikings.